# Hypocala limbata
Hypocala limbata är en fjärilsart som beskrevs av Butler 1889. Hypocala limbata ingår i släktet Hypocala och familjen nattflyn. Inga underarter finns listade i Catalogue of Life.